# Josina van Aerssen
Josina (Giustina) Anna Petronella van Aerssen (Den Haag, 3 januari 1733 - IJsselstein, 3 september 1797) was een Nederlands componist, bekend onder de naam Josina van Boetzelaer.

## Familie
Josina van Aerssen was de dochter van Cornelis van Aerssen, heer van onder andere Voshol, Hoogerheyde en Aarlanderveen (1698-1766) en van Anna Albertina van Beijeren Schagen (1699-1762), een telg uit het geslacht van de Heren van Schagen. Van Aerssen trouwde in 1768 met Carel des H.R.Rijksbaron van Boetzelaer (1727-1803), een Nederlands beroepsmilitair. Het echtpaar woonde op het Lange Voorhout en kreeg in 1772 een zoon die niet lang leefde, en later twee dochters, Wilhelmina (1773-1822) en Louise Albertine (1775-1845).

## Muzikale ontwikkeling
Van Aerssen verkeerde van jongs af in de kringen van het stadhouderlijk hof in Den Haag waar zij hofdame was van Anna van Hannover (de echtgenote van stadhouder Willem IV), en na haar overlijden in 1759 van hun dochter Carolina van Oranje-Nassau. In deze hoedanigheid kwam zij in aanraking met de muzikale cultuur aan het hof waardoor zij geïnspireerd werd ook zelf composities te gaan schrijven.
In 1765/1766 kwam zij gedurende een half jaar in contact met Leopold Mozart, die met zijn beide kinderen Nannerl en Wolfgang in Den Haag was aangekomen op de Grand Tour die hij met hen ondernam. Leopold noteerde haar met de naam Mdlle. Vossol op de lijst van personen die hij in Den Haag had leren kennen. Vossol verwijst naar Voshol.
Zij studeerde bij Francesco Pasquale Ricci (1732-1817), een violist die tussen 1764 en 1780 in het Haagse hoforkest werkzaam was. Zij noemde hem in twee van haar werken, opus 2 en opus 4 als haar leraar. Mogelijk nam zij pas les bij hem na de geboorte van haar drie kinderen.
Zij componeerde niet alleen, maar zong ook, zoals blijkt uit stukken van Ricci, die hij aan haar opdroeg. Ricci ging terug naar Italië in 1780. Waarschijnlijk besloot zij daarna haar werk te gaan publiceren.

## Compositie
In 1780 publiceerde zij vier bundels met door haar gecomponeerde werken in druk. De opusnummers 1, 2 en 4 bevatten aria's met beeldende orkestrale begeleiding; van opus 3 is tegenwoordig geen exemplaar meer bekend. Haar eerste werk verscheen onder de naam Barones N.N. (de titel barones van Boetzelaer droeg zij vanwege haar huwelijk), opus 2 en 4 publiceerde zij wél onder haar eigen naam, Giustina Boetzelaer. Een deel van haar werk werd waarschijnlijk gecorrigeerd door Ricci. Zij schreef voornamelijk vocale muziek, in tegenstelling tot Ricci, die vooral instrumentale muziek componeerde. Bekend is dat Ricci een bezoek bracht aan librettist Pietro Metastasio en dat verschillende van haar aria's daar werden uitgevoerd. Van Boetzelaers aria's componeerde zij in de stijl van de opera seria, hetgeen zeer ongebruikelijk was in de Nederlandse Republiek van die tijd.
Andere vrouwen waren belangrijk voor haar. Zo componeerde zij aria's op gedichten van markiezin Visconti geboren Bagliotti. Haar opus 2 droeg zij op aan Maria Teresa Agnesi.
Er zijn geen gegevens bekend waar haar composities tijdens haar leven werden uitgevoerd.

## Schilderen
Van Boetzelaar schilderde ook miniaturen op perkament of op ivoor.

## Verhuizing en overlijden
In 1795 kwamen Franse troepen naar Nederland. De Van Boetzelaers verhuisden naar IJsselstein. Josina van Aerssen overleed daar in 1797 op 64-jarige leeftijd.

## Lijst van werken
Alle werken zijn geschreven voor sopraanstem, met uitzondering van delen van het vijfde deel van opus 4, die geschreven zijn voor tenorstem.
- Opus 1, Sei ariette op teksten van markiezin Visconti, geboren Bagliotti.
- Opus 2, Raccolta d’arie sciolte con sinfonia. Vier georkestreerde opera seria-aria's, op teksten van Pietro Metastasio. Twee aria's met begeleiding van strijkinstrumenten en continuo. De derde met strijkers, continuo, twee hobo's en twee hoorns. Het laatste deel is een duet van een schaapherder en een nimf.[2]
- Opus 3, 6 Canzonette a piu voce.Hiervan zijn geen exemplaren bekend.[2]
- Opus 4, Arie sciolte, e coro con sinfonia. Vijf georkestreerde opera seria-aria's, op teksten van Pietro Metastasio. De derde aria is een cavatina. De laatste is een werk voor afwisselend twee en vier stemmen.

- Bibliothèque nationale de France: cb15787560n (data)
- Biografisch Portaal: 33810536
- Gemeinsame Normdatei: 131522671
- International Standard Name Identifier: 0000 0000 6661 8330
- Library of Congress Control Number: n2009053885
- Nederlandse Thesaurus van Auteursnamen: 169014533
- RKD-Nederlands Instituut voor Kunstgeschiedenis: 359913
- Virtual International Authority File: 34787193
- WorldCat: E39PBJgmJYcqJ7f4WPtypBTCQq